# Microregione di Piracicaba
Piracicaba è una microregione dello Stato di San Paolo in Brasile, appartenente alla mesoregione di Piracicaba.

## Comuni
Comprende 12 comuni:
- Águas de São Pedro
- Capivari
- Charqueada
- Jumirim
- Mombuca
- Piracicaba
- Rafard
- Rio das Pedras
- Saltinho
- Santa Maria da Serra
- São Pedro
- Tietê